# 麻雀学園 卒業編
『麻雀学園 卒業編』（マージャンアカデミー そつぎょうへん）はユウガとフェイスが開発し（実態はカプコンの一社開発）、フェイスが1988年に販売したアーケード向け脱衣麻雀ゲーム。美麗な脱衣グラフィックや対戦コンピュータの自然な打ち筋が受けて大ヒット作となり、特に H ボタンを連打して画面の女の子に性的なイタズラができる画期的な演出が話題となった。

## ゲーム内容
プレイヤーは卒業試験を受ける「麻雀学園」の生徒として9人の美女講師と順に2人打ち麻雀を戦い、ラスボスの学園長を含め全員に勝ち抜くと無事卒業（ゲームクリア）できる、というストーリーである。
本作の特徴の一つは、当時としては珍しく「プレイヤー側が」イカサマを行なえる点だった。プレイヤーは自摸の際、ランダムに「POWER」というポイントを入手でき、次局の開始時にそれを支払うことでツミコミ技（牌交換、平和ツミコミから役満ツミコミまで）を行使できた。

H ボタンの連打

もう一つの特徴が H ボタンによるインタラクティブな「イタズラ」である。まずプレイヤーが和了する度に、ご褒美のビジュアルとして対戦相手の美女講師が次第に着衣を脱いでゆく静止画が表示された。そして勝利条件を満たしてステージクリアし、ビジュアル画面になった時にコンパネの H ボタンを連打すると、それに応じて美女講師にとどめのセクシーなイタズラをするアニメーションが表示された。イタズラの手段には男の手、道具、ヘビなど様々あった。

## 制作
当時のカプコンは経営危機に瀕しており、ディレクターとしてゲームの企画に関わっていた岡本吉起は、手堅く収益になるジャンルとして脱衣麻雀への参入に目をつけていた。アクションゲームやシューティングゲームなどに比べると、麻雀ゲームはさしてノウハウも不要で開発の技術的ハードルが低く、高価なハードウェアは不要で、店頭でコンスタントな収益が見込め、しかも競合他社が少ないという、ゲーム制作会社としてはいろいろ旨味のある領域だった。岡本の目からすると当時の麻雀ゲームは総じて完成度が低く、グラフィックとゲーム性を高めた作品を投入すれば勝算があると考えた。もともとゲームセンターの脱衣麻雀は不健康で垢抜けないイメージが付きまとっていたが、1987年にセタがリリースした『スーパーリアル麻雀PII』は本職のアニメーターによる高品質の脱衣アニメを演出に組み込む斬新なコンセプトで大ヒットし、脱衣麻雀のイメージを一新しつつあるところだった。
岡本はアイデアのヒントを求めて100タイトル程のゲームのフロッピーディスクを友人から貰って PC-8801 で遊んでいたところ、『まじゃべんちゃー・ねぎ麻雀』という脱衣麻雀に目が留まった。これはゲーム中にポイントを溜めるとプレイヤーもイカサマで対戦コンピュータに対抗できるというシステムを採用しており、これが『麻雀学園』のゲーム・システムに関する着想の原点となった。脱衣麻雀で対戦コンピュータがイカサマしているのはプレイヤー側も暗黙の了解であり、その上でプレイヤーもイカサマできればゲーム性を膨らませられるというわけである。コンセプトが決まった岡本は勤務時間外に密かに企画書を作り、独断で開発を開始した。人員の8割を本来のリリース作品に予定通り充て、残り2割を本作に振り分けるという形をとりながら、岡本が当時揃えられるベストメンバーで本作の制作に臨んだ。
メイン・プログラマは、堅牢なプログラムを書くことで定評のあった青木隆が務めた。もともと麻雀好きな青木は麻雀が持つゲーム性について深い洞察を持っており、それが本作の対戦コンピュータが見せる打ち筋の自然さにつながり、プレイヤーが「納得して負けられる」ゲーム体験をもたらした。青木がデザインした対戦コンピュータの役作りは人工知能の走りと言えるものであり、それを Z80H 上でアセンブラとして動かしていた。なお、何らかのボタンを押して女の子にイタズラできるというのは企画の段階で決まっていた事だが、これを H ボタンに割り付けたのは青木の「エッチな事するんだから H に決まってんだろ」という独断である。
女の子のドット絵を手掛けたのは、（後に『ストリートファイターII』で春麗などのキャラクター・デザインを手掛けることになる）あきまんである。当時のハードウェアは16色までしかディスプレイ上で同時発色できない厳しい制約があったが、その中で仕上げたあきまんのグラフィックの美麗さは岡本の期待をはるかに上回るものだった。まず、あきまんがファッション雑誌を見て脱衣ポーズを考え、次いで岡本が女子社員に水着を着させて煽情的なポーズをとらせて写真撮影し、それを資料としてあきまんが絵を描いていった。いずれも実在の芸能人をモチーフにして容姿をかなり似せており、氏名ももじったような名前になっている。着ている服は岡本の当時の妻がデザインした。
ゲーム中のボイスは全て社員があてている。当時のカプコンにはプロの声優を使う文化が無く、そもそもそんな予算も無かった。主人公の「よーーし！」「10 Power ツモったぞ！」等は岡本が自分であてている。苦労したのは女の子がイタズラされている時の「あぁ〜」といった喘ぎ声で、女子社員を何人も集めて岡本が「そんな声出すか！ ボケ！」と叱咤しながら何とか収録した。
最終的なチューニングは西谷亮が担当した。
かくしてゲームは完成し、岡本はその完成度に感動すら覚えつつ CEO の辻本憲三に報告を上げたが、カプコンのブランディングを気にかけていた辻本は「ウチはエロゲームなんか売らん」とあくまで首を縦に振らなかった。結局、本作は辻本が懇意にしている会社の名義でリリースされることになった。リリース前に守口のゲームセンターでロケーション・テストを行なったところ、毎日のインカム（売上）が2万円という、驚くほどの好成績だった（後の『ストII』でさえ1万円弱である）。

## 評判

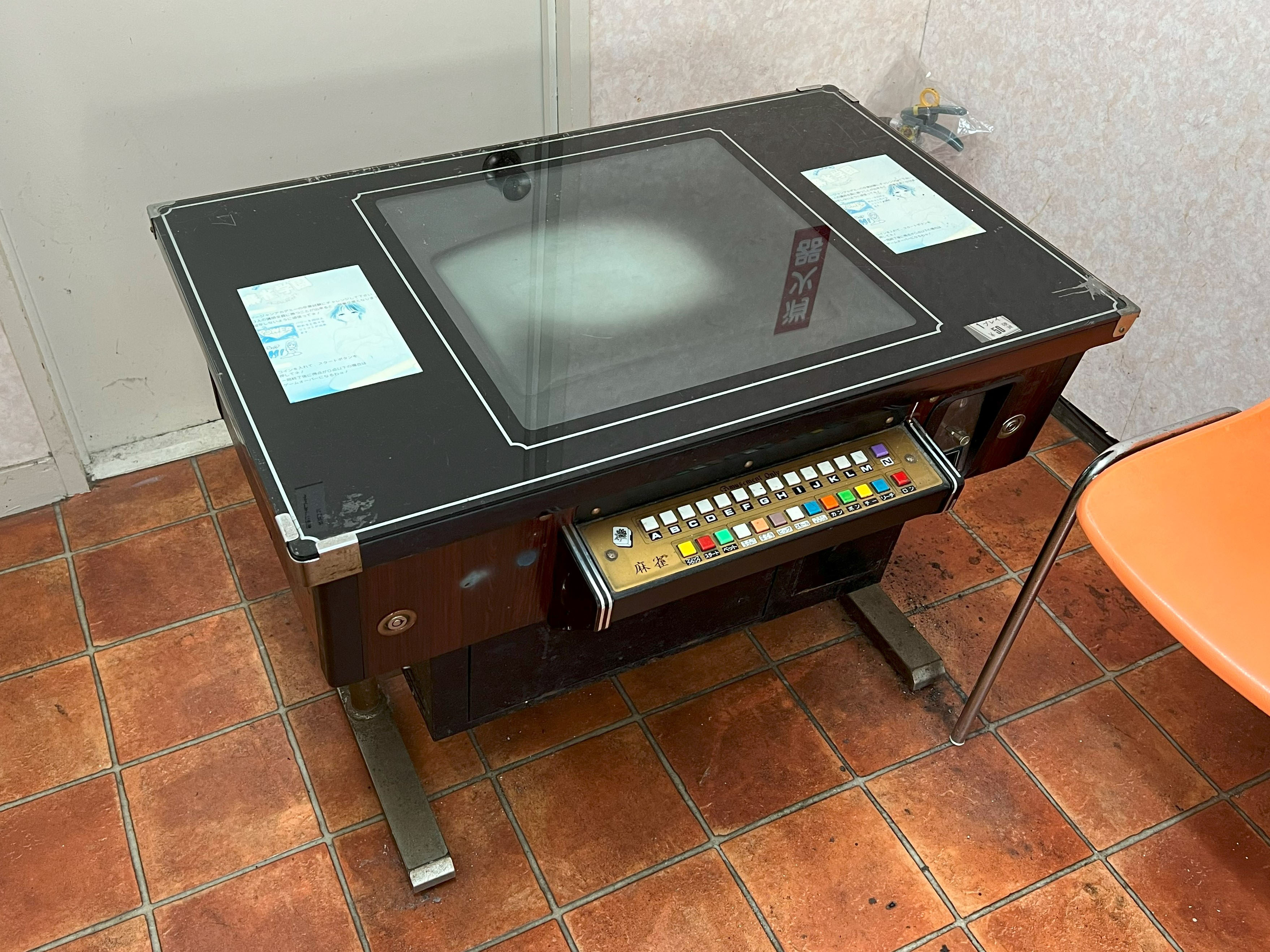
『麻雀学園 卒業編』のゲーム筐体

本作は『ゲームマシン』誌が発表するヒットゲームチャートの「麻雀TVゲーム機」部門にて1988年3月15日付で初登場1位となり、その後3ヵ月にわたって1位を維持した。プレイヤーが盛んにボタンを連打したり擦ったりを続けた結果、H ボタンだけ故障したり表面が剥げたりというトラブルが頻発した。
基板が1,500枚も売れたら大ヒットとされた時代に本作は最終的に17,000枚を売り上げ、カプコンの財政を立て直す救世主となった。また本作のために開発された人工知能は、後の『ファイナルファイト』（1989年）、さらには『ストリートファイターII』（1991年）にも生かされていった。
『麻雀学園』はその後も続編（『麻雀学園2 学園長の復讐』、『麻雀学園 東間宗四郎登場』など）が出ているが、それらに岡本、青木、あきまんは関わっていない。